# District d'Ivohibe
Ivohibe est un district de Madagascar, situé dans la partie sud-est de la province de Fianarantsoa, dans la région de Ihorombe.
Il est composé de quatre communes (Kaominina) rurales et urbaines sur une superficie de 4 119 km² :
| Antambohobe       | 9 000       |  |
| Ivohibe Chef-lieu | 11 000      |  |
| Ivongo            | 5 000       |  |
| Maropaika         | 9 000       |  |
| 4 communes        | 34 289 hab. |  |